# 健猎蝽属
健猎蝽属（学名：Neozirta）是猎蝽科下的一个属。

## 下属物种
本属包括以下物种：
- Neozirta annulipes
- 环足健猎蝽 Neozirta eidmanni (Taueber, 1930)
- 东方健猎蝽 Neozirta orientalis Distant, 1919